# Nogometna lopta
Nogometna lopta je okrugli objekt (predmet) koji se napucava bilo kojim dijelom tijela osim rukom između igrača.

## Mjere i osobine lopte
- Lopta mora biti okruglog oblika.
- Mora biti izrađena od kože ili nekog drugog materijala odobrenog isključivo od FIFE.
- Opseg je određen između minimalno 68 i maksimalno 70 cm.
- Ne smije biti lakša od 410 i teža od 450 grama.

## Zamjena oštećene lopte tijekom utakmice
- Utakmica je nakratko zaustavljena.
- Kada je oštećena lopta promijenjena loptom iste vrste i istih svojstava kao prethodna, igra se nastavlja na mjestu na kojem je oštećena lopta ujedno postala oštećena.
- Ako lopta postane oštećena prije ubacivanja u igru, ona se jednostavno zamijeni drugom loptom koja propisima odgovara. Dakako, mora biti iste vrste i istih svojstava kao prethodna.

## FIFA-ini propisi

### Uvjeravanje u kvalitetu lopte
Za potrebe natjecanja, samo s loptama koje zadovoljavaju barem minimum svih već opisanih osobina je dozvoljeno igrati. Lopta kojom se igra na natjecanju pod FIFA-om, UEFA-om ili konfederacijom, mora na sebi imati barem jednu od ove tri oznake:  
Te oznake jamče da su sva pravila što se tiče FIFA – inih propisa oko nogometne lopte provjerena primjernim testiranjima.

### Reklamiranje na lopti
Prema FIFA–inim propisima na loptama su dozvoljene su samo tri vrste oglašavanja:
- logo natjecanja
- logo organizatora natjecanja
- logo proizvođača lopte

Sva ova pravila, prema FIFA-i, služe za poboljšanje standarda i kvalitete glavnog objekta na terenu.